# Sondhi Limthongkul

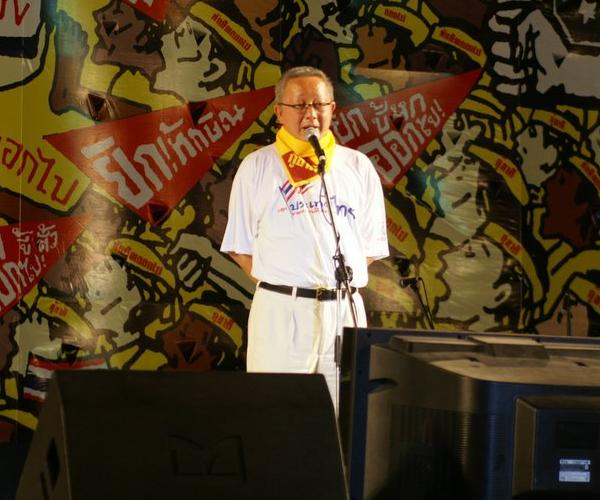
Sondhi Limthongkul spricht auf einer Versammlung der PAD (27. Februar 2006).

Sondhi Limthongkul (thailändisch สนธิ ลิ้มทองกุล, RTGS Sonthi Limthongkun, Aussprache: [sǒntʰíʔ límtʰɔːŋkun]; chinesisch 林明達 / 林明达, Pinyin Lín Míngdá * 7. November 1947 in der Provinz Sukhothai) ist ein thailändischer Medienunternehmer und politischer Aktivist. Er ist der Gründer der Mediengruppe um die Tageszeitung Phuchatkan („Manager“) und den Satelliten- und Kabelfernsehsender ASTV. Von 2006 bis 2013 war er einer der prominentesten Anführer der Volksallianz für Demokratie (PAD), die als Bewegung der „Gelbhemden“ bekannt ist.

## Herkunft, Bildung, Mediengeschäft
Sondhi gehört der Volksgruppe der chinesischstämmigen Thailänder an. Sein Großvater wanderte Ende des 19. Jahrhunderts aus Hainan ein. Sondhi studierte an der University of California, Los Angeles und der Utah State University Geschichte.
Nach seiner Rückkehr nach Thailand arbeitete er zunächst als Journalist für die Zeitung Prachathippatai („Demokratie“), die 1973 den von Studenten ausgehenden Volksaufstand gegen die Militärregierung unterstützte. Im Jahr 1983 gründete er die auf Wirtschaftsthemen ausgerichtete Wochenzeitung Phuchatkan Rai Sapda („Manager Weekly“). 1990 kam die Tageszeitung Phuchatkan Rai Wan („Manager Daily“) hinzu, die sich in erster Linie an jüngere, karrierebewusste Großstädter richtete. Im selben Jahr brachte er die Manager Media Group an die Börse. Sondhi vertrat mit seinen Publikationen die überwiegend chinesischstämmige Geschäftselite und strebte eine Beschränkung des Einflusses der Bürokratie an. Er unterstützte den Ministerpräsidenten Chatichai Choonhavan, der 1991 durch einen Militärputsch entmachtet wurde. Die Medien der Phuchatkan-Gruppe schrieben gegen die Junta von General Suchinda Kraprayoon, die sich selbst „National Peace Keeping Council“ (NPKC) nannte, indem sie deren Glaubwürdigkeit in Frage stellten. Sondhis Zeitung setzte sich für Bürgerrechte ein und drohte während des „Schwarzen Mais“ 1992 verboten zu werden, weil sie  Bilder von den Massenprotesten gegen die militärgestützte Regierung und dem Militäreinsatz gegen die Demonstranten druckte.
In den 1990er-Jahren expandierte Sondhi über die Grenzen Thailands hinaus: 1992 brachte er das Hochglanz-Wirtschaftsmagazin Asia, Inc. auf den Markt, im Jahr 1995 folgte die Tageszeitung Asia Times, die als genuin-asiatisches, englischsprachiges Leitmedium für die Region konzipiert war. In Kommentaren und Leitartikeln bezog er für die Emanzipation asiatischer Staaten von westlichem Einfluss, für „asiatische Werte“ und für den Vorrang der wirtschaftlichen Entwicklung vor westlichen Vorstellungen von Menschenrechten Stellung. Im Jahr 1996 wurde Sondhis Vermögen auf 600 Millionen US-Dollar geschätzt. Er bezeichnete sich als „asiatischen Rupert Murdoch“. Sondhi gründete die gemeinnützige Chaiyong-Limthongkul-Stiftung, die Kultur und Wissenschaft förderte und deren Vorsitzender der Politikwissenschaftler und Verfassungsrichter Chai-anan Samudavanija war. Für seine Investitionen hatte er allerdings enorme Kredite aufgenommen. Als 1997 die Finanzkrise über Thailand und andere asiatische Länder hereinbrach, ging er bankrott.
Sondhi war ein Geschäftspartner des Telekommunikationsunternehmers Thaksin Shinawatra. Dieser unterstützte ihn beim Wiederaufbau seines Mediengeschäfts. Sondhi begrüßte im Gegenzug Thaksins Einstieg in die Politik und lobte ihn nach seinem Wahlsieg im Jahr 2001 als „besten Premierminister, den Thailand je hatte“. Als das thailändische Verfassungsgericht über Korruptionsvorwürfe gegen Thaksin und ein mögliches Politikverbot für diesen entschied, stand Sondhi an seiner Seite. Phuchatkan drohte, dass eine Verurteilung Thaksins das Ende für Thailand wäre.

## Politische Aktivität als „Gelbhemden“-Führer

### Proteste gegen Thaksin 2005/06

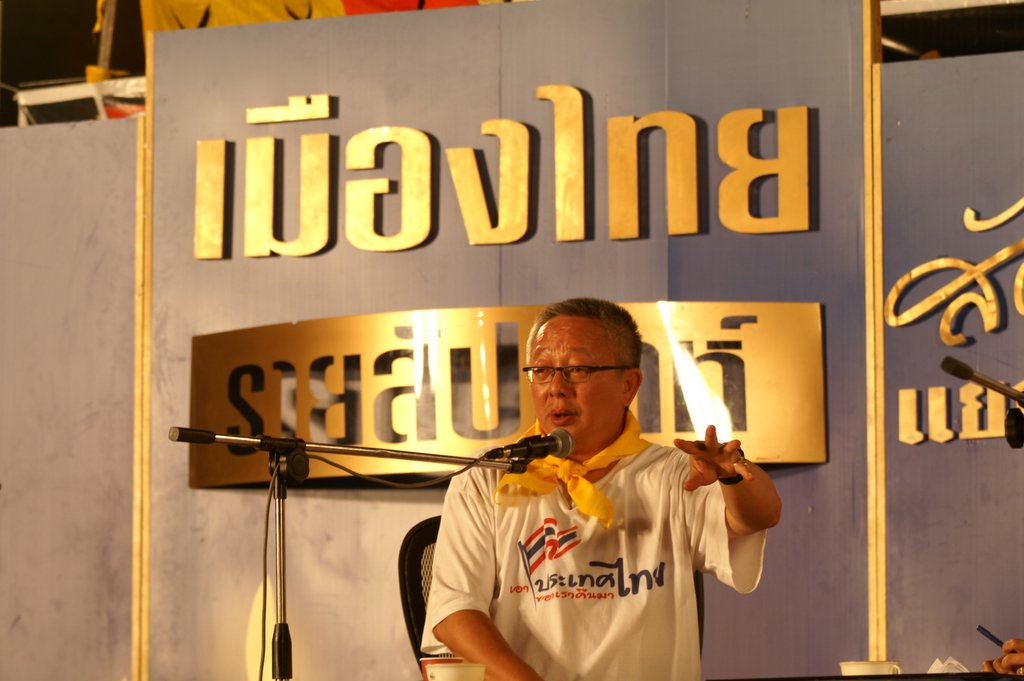
Sondhi moderiert Mueang Thai Rai Sapda (17. März 2006).

Ab 2004 trat Sondhi jedoch als Kritiker Thaksins auf. Als Grund für den plötzlichen Bruch zwischen den beiden wird die Weigerung des Premiers vermutet, einen eigenen Fernsehsender Sondhis zuzulassen. Sondhi nutzte die Medien seiner Gruppe, um Vorwürfe der Korruption und des Machtmissbrauchs gegen den Regierungschef zu verbreiten. Im September 2005 wurde Sondhis wöchentliche Fernsehsendung Mueang Thai Rai Sapda („Thailand Weekly“), in der er das politische Geschehen kommentierte, von Kanal 9, der von der staatseigenen Rundfunkorganisation MCOT betrieben wird, abgesetzt. Dies wurde mit dem Vorwurf der Majestätsbeleidigung und einseitigen Angriffen Sondhis begründet, die zu Gerichtsverfahren geführt hatten. Sondhi erklärte das Ende der Sendung dagegen als politisch motiviert. Zuvor hatte Ministerpräsident Thaksin Sondhi wegen Verleumdung auf Zahlung von 500 Millionen Baht verklagt, weil dieser ihm angeblich Illoyalität gegenüber dem König vorgeworfen hatte.
Nach Ansicht des Südostasienwissenschaftlers Michael J. Montesano war die Absetzung von Mueang Thai Rai Sapda ein Wendepunkt, von dem an die Anti-Thaksin-Kräfte zur Massenbewegung anwuchsen. Sondhi setzte die Sendung über Satellitenfernsehen und das Internet fort und zeichnete sie nun statt im Studio auf öffentlichen Versammlungen im Bangkoker Lumphini-Park auf. Die Bewegung erhielt weiteren Auftrieb als im Januar 2006 bekannt wurde, dass Thaksin und seine Familie Anteile an ihrem Unternehmen Shin Corporation im Wert von 73 Milliarden Baht (2 Milliarden US-Dollar) an die staatliche singapurische Investmentgesellschaft Temasek Holdings verkauft hatten, ohne dafür Steuern zahlen zu müssen.

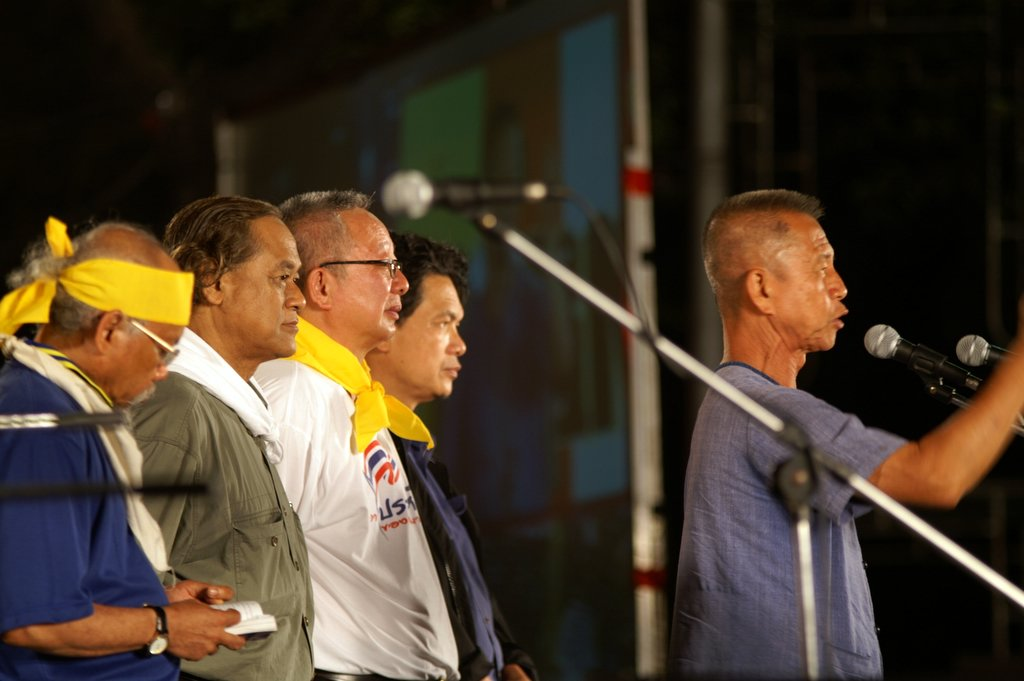
Sondhi (3. v.l.) mit den anderen Anführern der PAD (17. März 2006)

Im Februar 2006 schloss sich Sondhi mit anderen regierungskritischen Aktivisten und Gruppen zur „Volksallianz für Demokratie“ (PAD) zusammen. An ihrer ersten Versammlung am 4. Februar nahmen schätzungsweise 50.000 Menschen teil und forderten den Rücktritt des Premierministers. Zu ihrem Erkennungszeichen wurden gelbe Hemden – die Farbe Gelb wird in der thailändischen Farbensymbolik mit dem Geburtstag des Königs Bhumibol Adulyadej assoziiert. Sondhi nahm für sich und seine Bewegung in Anspruch, für den König zu kämpfen und vereinnahmte so die Monarchie für sein politisches Engagement. Durch seinen Privatsekretär sowie den Kronratspräsidenten Prem Tinsulanonda richteten Sondhi und die PAD ein Gesuch an den König, Thaksin zu entlassen und einen neuen Regierungschef zu ernennen.
War es der heterogenen PAD – der auch Gewerkschafter, Bauern, Demokratie- und Sozialaktivisten angehörten – zu Anfang noch um Themen wie die Ablehnung von Privatisierungen, Menschenrechtsverletzungen und Korruption gegangen, richtete Sondhi die Rhetorik der Bewegung mehr und mehr auf Nationalismus und Royalismus aus. Sondhi warf Thaksin aber nicht nur mangelnden Respekt vor der Monarchie und Streben nach Alleinherrschaft vor, sondern auch Zerstörung der Religion: Als ein Geistesgestörter im März 2006 die hochverehrte Statue des Gottes Brahma im Erawan-Schrein zerstörte, machte Sondhi den Premier dafür verantwortlich. Im Mai 2006 publizierte Sondhis Manager-Magazin eine Reihe von Berichten über das vermeintliche Finnland-Komplott, demzufolge Thaksin plante, die Monarchie abzuschaffen und Thailand in einen Ein-Parteien-Staat nach kommunistischem Vorbild zu verwandeln. Zwei Tage nach dem Militärputsch am 19. September 2006 löste sich die PAD vorerst auf.

### Proteste gegen die Regierung 2008
Nach dem Putsch moderierte Sondhi wieder eine Fernsehsendung, diesmal unter dem Titel Yam Fao Phaendin („Beschützer der Nation“). Sie wurde vom regierungseigenen Kanal 11 ausgestrahlt. Nach der Rückkehr zur Demokratie und dem Wahlsieg der Thaksin-nahen Partei der Volksmacht im Dezember 2007 und der Regierungsübernahme durch Samak Sundaravej im Januar 2008 belebte Sondhi die „Gelbhemden“-Bewegung wieder. Er warf dem Premier und seiner Regierung vor, bloße Marionetten des ins Ausland geflohenen Thaksin zu sein. Im März 2008 wurde Sondhi wegen Beleidigung eines Regierungsbeamten zu einer Haftstrafe von zwei Jahren verurteilt, die zur Bewährung ausgesetzt wurde.

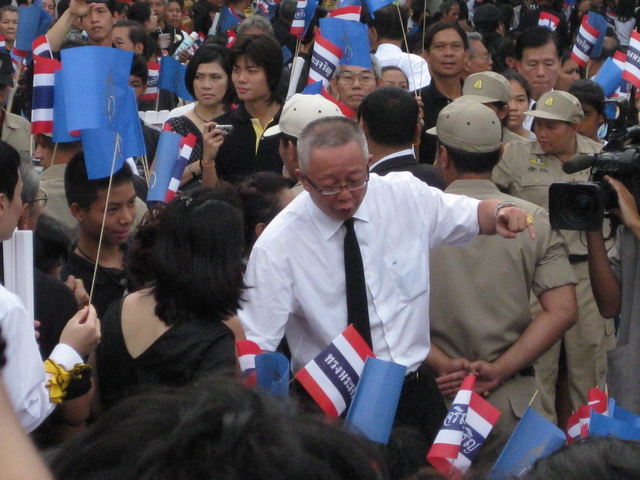
Sondhi beim Begräbnis einer PAD-Aktivistin (13. Oktober 2008)

Etwa ab Juli 2008 verlangten die „Gelbhemden“ nicht mehr nach Demokratie, sondern nach einer „neuen Politik“. Sondhi erklärte in dieser Zeit, dass Demokratie nur ein „westlicher Exportartikel“ sei und zumindest eine rein auf Wahlen beruhende Demokratie nicht die richtige Staatsform für Thailand sei, weil den meisten Wählern die „Intelligenz und Weisheit“ fehle, ihre politischen Rechte sinnvoll zu nutzen. Stattdessen schlug die PAD ein Parlament vor, dessen Abgeordnete nur zu 30 % gewählt, zu 70 % dagegen von berufsständischen und ähnlichen Verbänden ernannt werden sollten. Sondhi und seine PAD forderten außerdem eine harte Linie im Grenzstreit zwischen Thailand und Kambodscha um den historischen Tempel Prasat Preah Vihear. Unter anderem forderte Sondhi die thailändische Armee auf, Kambodschas nationales Wahrzeichen Angkor Wat zu erobern und dann über eine Rückgabe im Austausch gegen Preah Vihear und das umstrittene, 4,6 km² große Gebiet zu verhandeln.
Die „Gelbhemden“ traten zunehmend militant auf, ab August 2008 belagerten sie das Regierungsgebäude. Im Oktober kam es zu gewaltsamen Zusammenstößen zwischen der Polizei und teilweise bewaffneten PAD-Aktivisten. Am 29. Oktober 2008 warf Sondhi Thaksin vor, mit dunkler Magie Symbole der nationalen Verehrung ihrer heiligen Macht beraubt zu haben: Er habe einen Stein hinter dem Smaragd-Buddha entfernen und Pflöcke in einem Hexagramm um das Reiterstandbild des Königs Rama V. in den Boden rammen lassen, sodass diese Heiligtümer ihre Kraft nicht mehr ausstrahlen konnten. Sondhis Anhänger führten Rituale durch, um diese Schadenzauber umzukehren. Im Dezember 2008 folgte eine weitere Verurteilung in einem noch aus dem Jahr 2005 stammenden Verfahren wegen Verleumdung Thaksins, diesmal zu drei Jahren Gefängnis. Das Urteil wurde 2010 in eine sechsmonatige Bewährungsstrafe abgeändert.

### Aktionen seit 2008
Am 17. April 2009 wurde ein Mordanschlag auf Sondhi verübt. Nicht identifizierte Schützen beschossen seinen Wagen im Vorbeifahren mit Sturmgewehren der Typen AK-47 und M16. Er selbst, sein Fahrer und sein Assistent wurden verletzt. Sondhi erlitt eine schwere Kopfwunde, Schrapnell musste aus seiner Schläfe entfernt werden. Nachdem sich die PAD von der ihr einst verbündeten Demokratischen Partei entfremdet hatte, gründete sie im Oktober 2009 ihre eigene Partei: die Partei für Neue Politik (Phak Kanmueang Mai oder New Politics Party, NPP). Sondhi wurde ihr erster Vorsitzender, nachdem er eine PAD-interne Mitgliederbefragung deutlich gewonnen hatte. Bereits im Mai 2010 trat er jedoch wieder zurück und übergab den Parteivorsitz an Somsak Kosaisuuk. Vor der Parlamentswahl im Juli 2011 entspann sich ein interner Konflikt im Lager der „Gelbhemden“. Während Somsak Kosaisuuk mit der Partei für Neue Politik an der Wahl teilnehmen wollte, plante Sondhi einen Wahlboykott und forderte ein vorläufiges Ende jeglicher Parteipolitik. Infolgedessen trat Sondhi aus der NPP aus und Somsak verließ die PAD.
Im Februar 2012 wurde Sondhi wegen Betrugs zu einer Haftstrafe von 20 Jahren verurteilt. Nach Auffassung des Gerichts hatte er in den Jahren 1996 bis 1998 Dokumente gefälscht, um einen Kredit von der Krung Thai Bank in Höhe von 1,07 Milliarden Baht (36 Millionen US-Dollar) zu erhalten. Er wurde jedoch gegen Zahlung einer Kaution vorerst auf freien Fuß gesetzt. Im August 2013 traten die verbliebenen Anführer der PAD, einschließlich Sondhis, geschlossen zurück. Die Organisation ist seither faktisch aufgelöst. Aus ihr ging allerdings die „Volksarmee zum Sturz des Thaksin-Systems“ (People’s Democratic Force to Overthrow Thaksinism, Pefot) hervor, die während der Massenproteste gegen die Regierung im November 2013 im „Volksausschuss für vollständige Demokratie mit dem König als Staatsoberhaupt“ aufging. In ihr spielte Sondhi allerdings keine führende Rolle mehr.
Im Oktober 2013 wurde Sondhi der Majestätsbeleidigung schuldig gesprochen. Er hatte auf einer PAD-Versammlung im Jahr 2008 Äußerungen der gegnerischen „Rothemden“-Aktivistin Daranee Charnchoengsilpakul („Da Torpedo“) wiederholt, für die diese später zu 15 Jahren Haft verurteilt wurde. Das Gericht entschied, dass auch das bloße Wiederholen der Aussagen den Tatbestand der Majestätsbeleidigung erfüllte. Er wurde allerdings nur zu zwei Jahren Haft verurteilt. Während des Revisionsverfahrens vor dem Obersten Gerichtshof blieb er zunächst gegen Kautionszahlung auf freiem Fuß. Im August 2014 bestätigte ein Berufungsgericht das erstinstanzliche Urteil in dem Betrugsfall von 2012 und verweigerte eine erneute Freilassung auf Kaution für die Dauer der Revision beim Obersten Gerichtshof, sodass er zum ersten Mal die Haft antreten musste. Nach 18 Tagen im Gefängnis gestand ihm der Oberste Gerichtshof gegen Hinterlegung von 12 Millionen Baht doch wieder eine Kautionsregelung zu.